# ترافيس سميث
ترافيس سميث (بالإنجليزية: Travis Smith)‏ هو موسيقي وطبال أمريكي، ولد في 29 أبريل 1982 في بينبردج في الولايات المتحدة.

## وصلات خارجية
- الموقع الرسمي
- ترافيس سميث على موقع ميوزك برينز (الإنجليزية)
- ترافيس سميث على موقع ديسكوغز (الإنجليزية)